# Frederick George Jackson

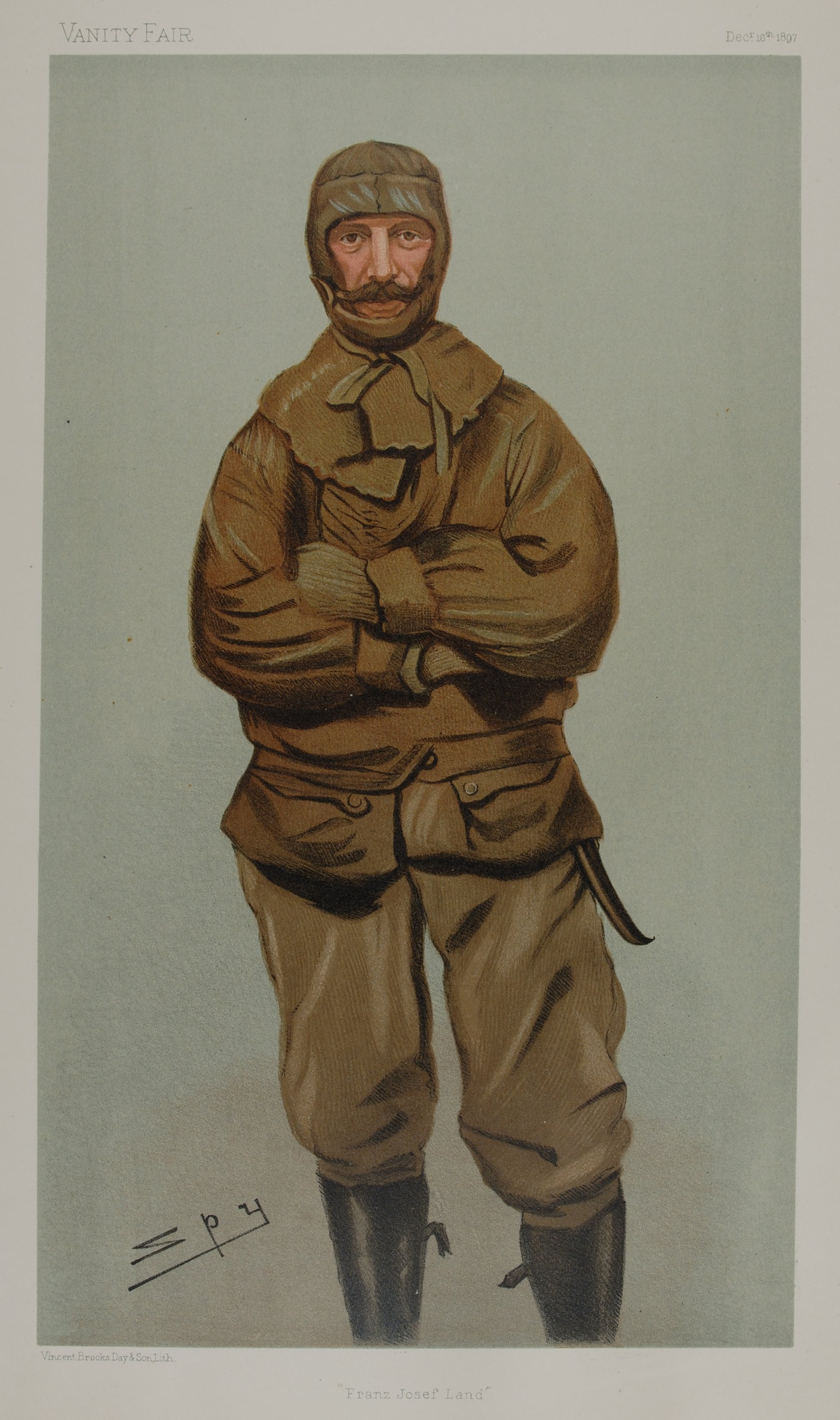
Frederick George Jackson 37 år gammal.

Frederick George Jackson, född 1860, död 13 mars 1938, var en brittisk polarforskare.
Hans första resa i Arktis var en valfångstresa 1886-1887. 1893 gjorde han en 4 800 km lång slädtur över Sibiriens frusna tundra mellan Ob och Petjora. Hans berättelse om denna resa publicerades 1895 med titeln The Great Frozen Land.
Vid hemkomsten gav Royal Geographical Society honom uppdraget att utforska Frans Josefs land, finansierad av Alfred Harmsworth. Expeditionen utfördes mellan 1894 och 1897. Den 17 juni 1896 kom man i kontakt med Fridtjof Nansens och Hjalmar Johansens expedition. Norrmännen som försökte nå Spetsbergen med kajak hade inte hörts av på tre år och förmodades vara döda. Jackson berättade för de båda att de befann sig på Frans Josefs land och med Jacksons hjälp kunde norrmännen återvända hem. Jackson-Harmsworths expedition bevisade att Frans Josefs land var en arkipelag av små öar. Som tack för hjälpen tilldelades han 1898 Sankt Olavs Orden av första klassen och 1899 Société de Géographies guldmedalj. Hans berättelse om resan publicerades 1899 med titeln A Thousand Days in the Arctic
Han tjänstgjorde i Sydafrika under andra boerkriget och nådde kaptens rang. Därefter blev han överflyttad till ett annat regemente 1905 för att tjänstgöra i första världskriget och nå majors rang. Han slutade i aktiv tjänst 1917 och var efter att ha invalidiserats kommendör över krigsfångeläger i Tyskland. 
1926 var han med på en expedition i Afrika och han gjorde även en resa över Australiens öknar.